# 伊本茲亞德
36°23′N 6°28′E / 36.383°N 6.467°E
伊本茲亞德（阿拉伯语：‎），是阿爾及利亞的城鎮，位於該國東北部，由君士坦丁省負責管轄，是伊本茲亞德區的首府，面積151平方公里，海拔高度468米，2008年人口18,861人，人口密度每平方公里125人。